# Яманасі (Яманасі)

35°41′32″ пн. ш. 138°41′7″ сх. д. / 35.69222° пн. ш. 138.68528° сх. д.
Ямана́сі (яп. 山梨市, やまなしし, МФА: [jamanaɕi̥ ɕi]) — місто в Японії, в префектурі Яманасі.

## Короткі відомості
Розташоване в північні частині　префектури, у верхній течії річки Фуефукі. Виникло на основі постоялого поселення на Кайському шляху. Отримало статус міста 1 липня 1942 року. Основою економіки є сільське господарство, вирощування винограду і персиків, виноробство, машинобудування. В місті розташовані гарячі джерела Івасіта й національний скарб Японії — монастир Сейхакудзі. Станом на 1 квітня 2009 площа міста становила 289,87 км². Станом на 1 липня 2011 населення міста становило 36 462 осіб.